# Atractocerus victoriensis
Atractocerus victoriensis är en skalbaggsart som beskrevs av Blackburn 1891. Atractocerus victoriensis ingår i släktet Atractocerus och familjen varvsflugor. Inga underarter finns listade i Catalogue of Life.